# Hofmark Truchtlaching
Die Hofmark Truchtlaching war eine Hofmark mit Sitz in Truchtlaching, heute ein Gemeindeteil von Seeon-Seebruck im oberbayerischen Landkreis Traunstein.
Im späten Mittelalter kam der Ort Truchtlaching als Lehen an die Ritter von Truchtlaching. Diese fungierten als Beamte des Erzbischofs von Salzburg. Im Jahr 1347 überließ Kaiser Ludwig IV. den Truchtlachinger Rittern die Zollerhebung an der Alzbrücke.
Die Hofmark kam nach dem Tod von Georg von Truchtlaching im Jahr 1491, dem letzten männlichen Nachkommen, durch Heirat an verschiedene Familien. 
Im Jahr 1643 erwarb das Kloster Baumburg die Hofmark, bei dem sie bis zur Säkularisation in Bayern 1802/03 verblieb.